# Albert von Bülow
Ernst Friedrich Albert von Bülow (* 15. August 1829 in Berlin; † 9. Mai 1892 ebenda) war ein preußischer Generalmajor.

## Leben
Albert entstammte dem mecklenburgischen Uradelsgeschlecht von Bülow. Er war der zweitälteste Sohn des preußischen Geheimen Legationsrates Friedrich Karl von Bülow (1789–1853) und dessen Ehefrau Pauline, geborene von Carlowitz.
Bülow trat am 22. April 1847 als Fähnrich in das 1. Garde-Regiment zu Fuß der Preußischen Armee ein. Dort erhielt er am 10. Mai 1849 das Patent als Sekondeleutnant und absolvierte von 1852 bis 1855 die Allgemeine Kriegsschule.
Im weiteren Verlauf seiner Militärkarriere kommandierte Bülow vom 13. Mai 1880 bis zum 15. Mai 1885 das 2. Magdeburgische Infanterie-Regiment Nr. 27 und wurde anschließend als Generalmajor mit der gesetzlichen Pension zur Disposition gestellt.

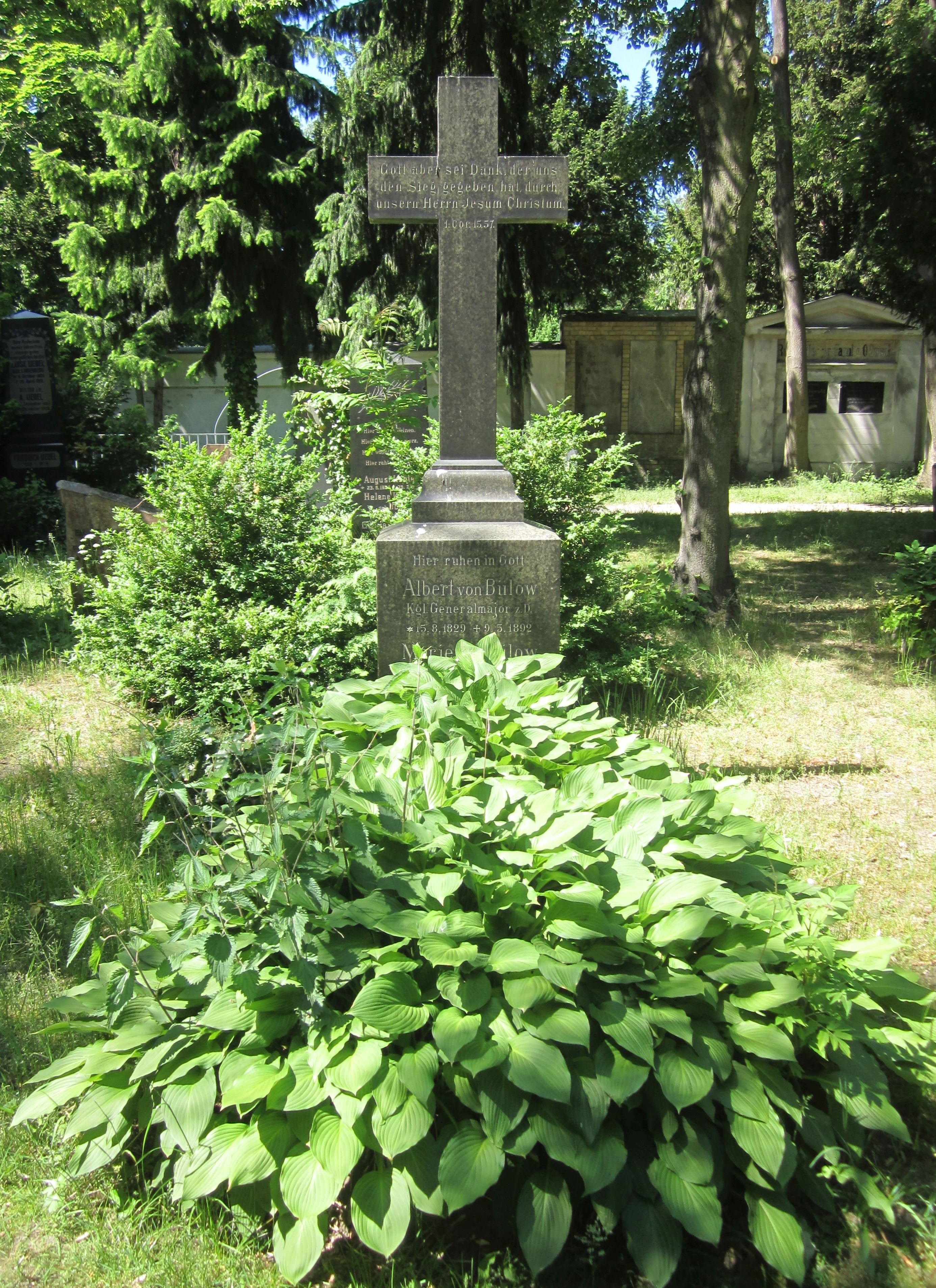
Das Grab von Albert von Bülow in Berlin-Kreuzberg

1866 heiratete er in Gnemern Marie Friederike Emilie Karoline Freiin von Meerheimb (1835–1925), die Tochter von Jasper Friedrich von Meerheimb und Schwester von Ferdinand von Meerheimb. Aus dieser Ehe gingen die Tochter Elisabeth und die drei Söhne Friedrich, Jaspar und Rudolf hervor. Rudolf von Bülow (1873–1955) schlug eine diplomatische Berufslaufbahn ein.
Albert von Bülow starb 1892 im Alter von 62 Jahren in Berlin. Sein erhaltenes Grab befindet sich auf dem Dreifaltigkeitsfriedhof I in Berlin-Kreuzberg. Als Grabmarkierung dient ein einfaches gesockeltes Steinkreuz. Bülow ruht an der Seite seiner Gattin Marie geb. von Meerheimb.

## Ehrungen
Der Kapellen-Verein errichtete ihm in Berlin eine Gedenktafel, da er den Bau der dortigen Friedenskirche (heute Kirche Hl. Sava (Berlin)) erfolgreich geleitet hatte.